# Michelle Mulherin
Michelle Mulherin (irisch Micheailín Ní Mhaoilchiaráin; * 20. Januar 1972 in Ballina, County Mayo) ist eine frühere irische Politikerin und Mitglied der Fine Gael. Von 2011 bis 2016 war sie Teachta Dála (Abgeordnete) im Dáil Éireann und von 2016 bis 2020 Mitglied im Seanad Éireann.

## Leben
Mulherin wurde 1999 in en Ballina Town Council und 2004 in den Mayo County Council gewählt. Von 2005 bis 2011 war sie Mitglied im Europäischen Ausschuss der Regionen. Bei den Wahlen zum Dáil Éireann 2011 wurde sie für den Wahlkreis Mayo in das irische Unterhaus gewählt. Sie verlor den Sitz jedoch wieder bei den Wahlen 2016. Daraufhin wurde sie von Taoiseach Enda Kenny in den Seanad Éireann nominiert. Sie versuchte 2020 erneut, in den Dáil gewählt zu werden; jedoch ohne Erfolg.
Mulhrin ist eine Abtreibungsgegnerin und fiel durch mehrere kontroverse Äußerungen auf.